# مهرداد ویس‌کرمی
مهرداد ویسکرمی (زاده ۱۳۵۰ در ویسیان) نمایندهٔ سابق خرم‌آباد در مجلس شورای اسلامی است. وی علیرغم شکست در انتخابات دوره نهم و دهم مجلس شورای اسلامی و بازماندن از ورود به مجلس، در یازدهمین انتخابات مجلس شورای اسلامی که در تاریخ ۲ اسفند ۱۳۹۸ برگزار شد، با کسب ۳۸ هزار و ۷۷ رای از مجموع ۴۳۳ هزار و ۶۵۸ نفر واجد شرایط حوزه انتخابیه ی خرم آباد و چگنی از استان لرستان بعنوان دومین نماینده ی حوزه انتخابی مذکور انتخاب و به مجلس راه یافت.

## جنجال سگ های قلاده بلند توسط ضد انقلاب ها
مهرداد ویس کرمی که دبیر کمیسیون مشترک مجلس ایران نیز می باشد در تاریخ ۱۰/ ۱۲/ ۱۴۰۰ ضمن یک رشته توئیت در توئیتر فارسی، با توهین به مخالفان این طرح، منتقدان آن را «سگ های قلاده بلند» و «گرگ های مجازی» خواند.
تشریح مخالفان : بی بی سی،ایران اینترنشنال،VOA و تمامی رسانه های معاند با جمهوری اسلامی می باشند.
انتشار این توئیت منجر به واکنش سازی فراوان نسبت به آن در فضای مجازی توسط اکانت های دشمنان جمهوری اسلامی گردید، با این حال هیچ عذرخواهی رسمی از سوی مهرداد ویس کرمی منتشر نگردید و وی تنها با چند توئیت دیگر مدعی آن شد که «سگ های قلاده بلند» و «گرگ های مجازی» یک اصطلاح علمی و فرهنگی است که از ادبیات شخصی به نام ریچارد المن که سابقاً رئیس سازمان سیا بوده است، وام گرفته شده است. با این حال بررسی دقیق تر نشان داد که اصطلاح مزبور برای اولین بار در یک کتاب فارسی زبان به نام «ارتش روشنفکران» نوشته پیام فضلی نژاد و چاپ انتشارات کیهان منتشر شده است و مهرداد ویس کرمی پس از مطالعه ی کتاب مزبور و علاقه مندی به آن اصطلاح مورد اشاره را به کار برده است. حال آنکه در واقعیت سازمان سیا هرگز ريیسی با نام ریچارد المن نداشته است و این اصطلاح برای اولین بار در یک مقاله چاپ نشده یازده صفحه ای به نام « هنر شگفت انگیز سازمان سیا» از زبان یک رمان نویس داستان های تخیلی به نام ریچارد المن استفاده شده است و پیام فضلی نژاد نویسنده کتاب «ارتش روشنفکران» با مغالطه، مقاله ی مزبور را یک کتاب شگفت انگیز قلمداد و نویسنده ی آن را یک نویسنده بزرگ سیاسی معرفی نموده است و مهرداد ویس کرمی نیز با عنوان کردن رییس سابق سازمان سیا بر مغالطه ی صورت گرفته شده افزوده است.